# Tormay Cécile
Nádudvari Tormay Cécile (Budapest, 1875. október 8. – Mátraháza, 1937. április 2.) írónő, műfordító, antiszemita, fasiszta meggyőződésű közéleti szereplő, a Magyar Asszonyok Nemzeti Szövetségének megalapítója és örökös országos elnöke, a „Kormányzó Úr Ő Főméltósága teljes elismerésének” birtokosa és a Korvin-Koszorú tulajdonosa, a Népszövetség Szellem Együttműködési Bizottságának a tagja, a Napkelet szerkesztője, alapítványi hölgy.

## Származása, tanulmányai
Édesapja Tormay Béla (1839–1906) mezőgazdász, állatorvos professzor, számos állatgyógyászati alapmű szerzője, az MTA tagja, államtitkár, aki 1896. október 10-én nemességet és a nádudvari nemesi előnevet szerezte meg adományban I. Ferenc József magyar királytól. Édesanyja munkácsi Barkassy Hermine (1846–1920). Apai nagyapja, Krenmüller (Tormay) Károly (1804–1871) szekszárdi orvos, állatorvos, aki honvédőrnagyként vett részt az 1848–49-es szabadságharcban, apai nagyanyja Huber Antónia (1811–1893). Az anyai nagyszülei munkácsi Barkassy Imre (1805–1871), 1848-ig magyar királyi udvari ágens és álgyesti Tüköry Hermine (1817–1902) voltak. Az anyai nagyanyai dédapja Spiegel (Tüköry) József (1787–1842) építési vállalkozó, Széchenyi István munkatársa a Lánchíd építésében, aki 1831. április 8-án I. Ferenc magyar királytól nemességet és az álgyesti nemesi előnevet szerezte adományban. Tormay Cécile ősei mind apai, mind anyai ágon német származású polgárok voltak; a Barkassy másképp Munkácsy család pedig régi nemesi család, amelynek az első ismert őse Barkassy János, aki 1675-ben Miskolc város kapitánya volt.
Iskolai tanulmányait magántanulóként végezte. Német, olasz, francia, angol és latin nyelven eredetiben tanulmányozta a világirodalmat. 1900 és 1914 közötti külföldi utazásai elősegítették nemzetközi ismertségét.

## Munkássága
Első könyvei az Apródszerelem (1899) című novelláskötet és az Apró bűnök (1905) elbeszéléskötet. Első sikeres regénye az Emberek a kövek közt (1911), amely egy horvát pásztorlány és egy magyar vasutas fiú tragikus szerelmét beszéli el. Megjelent angol, német, olasz, francia és svéd nyelven is. A régi ház (1914) családregény, a biedermeier kori Pest ábrázolása. Ezzel a regényével a Magyar Tudományos Akadémia Péczely-díját nyerte el, amellyel a legjobb történelmi regényeket díjazták. Ez a könyv is számos nyelven megjelent: németül, svédül, dánul, angolul, finnül, hollandul, olaszul, észtül és franciául. Bujdosó könyv (1920–1921) című naplószerű regénye az 1918. október 31-étől 1919. augusztus 8-áig terjedő időszakról (őszirózsás forradalom, magyarországi Tanácsköztársaság) szól. Német, angol és francia nyelven is megjelenve világsikert aratott. Klebelsberg Kuno felkérésére latinból magyarra fordította középkori legendáinkat Magyar Legendárium (1930) címen. Útiélményeiről szólnak a Firenzét bemutató A virágok városa (1935), és a Szirének hazája (1935) szicíliai útirajzok. Az ősi küldött című regénytrilógiája a tatárjárás korában játszódik: a Csallóközi hattyú (1933) és A túlsó parton (1934) után A fehér barát (1937) az írónő halála következtében félbeszakadt, azt végül Kállay Miklós író fejezte be.
1923-tól haláláig szerkesztette a Napkelet című folyóiratot. Az 1920–1930-as években induló fiatalok közül sokan ennél a lapnál kezdték pályájukat, többek között Halász Gábor, Szerb Antal, Németh László, Szentkuthy Miklós, Rónay György, Thurzó Gábor, Szabó Zoltán. Gyakran publikált a Napkeletben Pais Dezső, Szekfű Gyula, Eckhardt Sándor és Horváth János is.
Bujdosó könyv című művében leírt több gondolata kifejezetten antiszemita meggyőződéséről árulkodik.
Halálát szívbénulás (szívizomelfajulás) okozta.

## Közéleti szerepe és magánélete

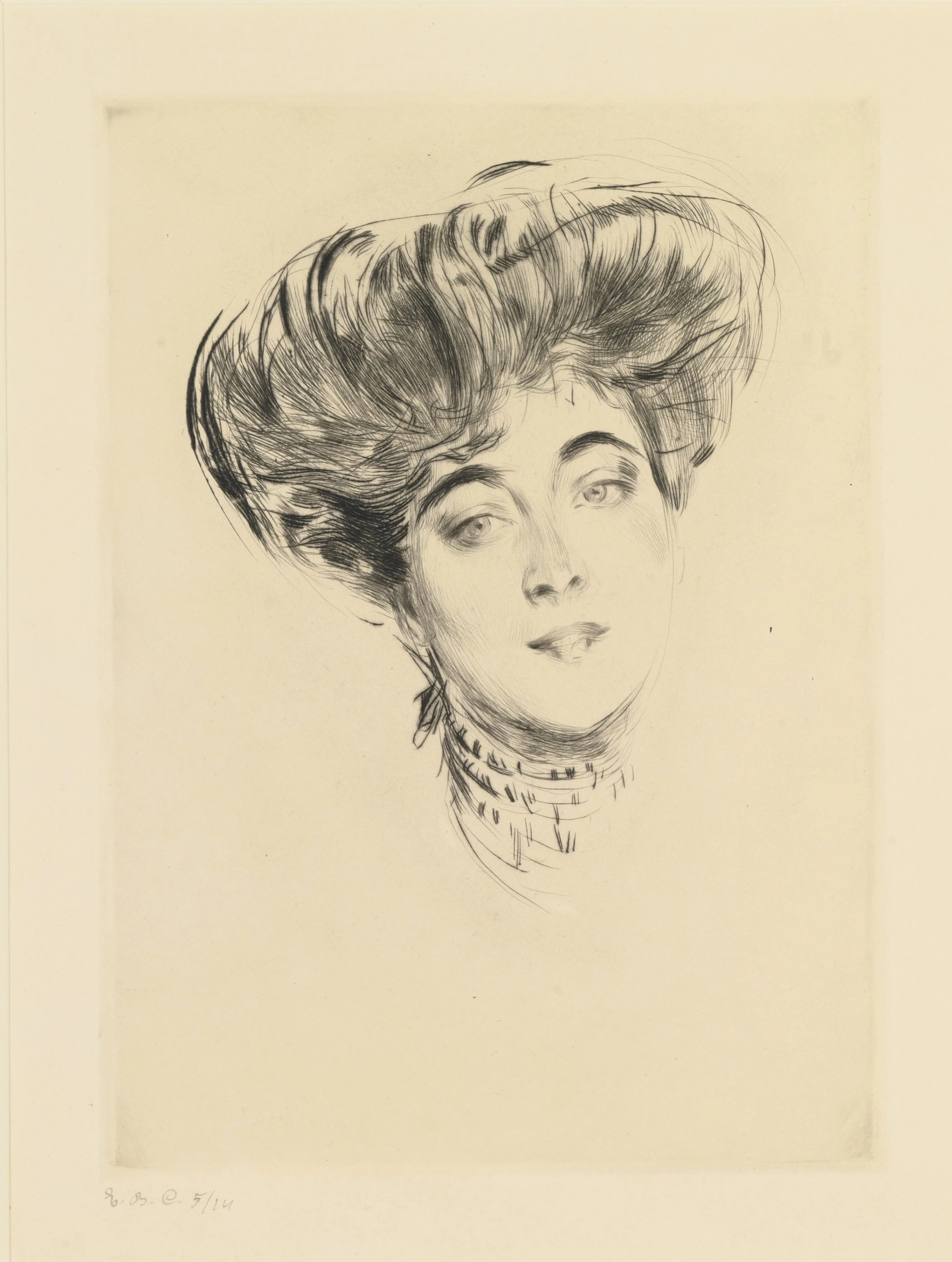
Francesca d’ Orsay grófné, Tormay Cécile barátnője

1919 januárjában létrehozta a Magyar Asszonyok Nemzeti Szövetsége (MANSZ) nevű konzervatív-keresztény szellemiségű női szervezetet, amelynek célja Károlyi Mihály ellenzékének (főképp Bethlen István új pártjának) támogatása az 1919 tavaszára tervezett választásokon. Később a szervezet hivatalosan is támogatta a numerus clausus fenntartását, és 1932-ben „Magyarország asszonyai nevében” az írónő személyesen köszöntötte, üdvözlő beszéddel és ajándékkal, Benito Mussolinit és az olasz fasizmust. Magáról kijelentette, hogy ő már Mussolini előtt fasiszta eszméket vallott.
Tormay Cécile közeli viszonyban állt őrgróf Pallavicini Eduardina (Budapest, 1877. április 24.- Alhaurín de la Torre, Spanyolország, 1964. február 15.) asszonnyal, zicsi és vázsonykői Zichy Rafael (1877–1944) grófnak az egykori feleségével. Pallavicini Eduardina őrgrófnő cs. és kir. palotahölgy, csillagkeresztes hölgy, a Magyar Katolikus Nőegyesületek Országos Szövetsége, valamint az Országos Katolikus Nővédő Egyesület elnöke is volt. Zichy Rafael gróf a válása után, 1925-ben megvádolta, hogy leszbikus kapcsolatot tartott fenn volt feleségével, Pallavicini Eduardina őrgrófnővel (Pallavicini Ede őrgróf és székhelyi Majláth Etelka lányával). A kapcsolatot részletesen tárgyalta a korabeli baloldali sajtó. A botrány kirobbantója ellen végül a két nő rágalmazási pert indított. A bíróság – Horthy Miklós kormányzó személyes közbelépésére – nekik adott igazat, Zichyt másfél év börtönbüntetésre ítélte. Tormay radikálisan jobboldali beállítottsága sajátos ellentmondásban volt leszbikus irányultságú magánéletével.
Tormay életében nem a Pallavicini őrgrófnő volt az egyetlen nő: a háború előtt tizenöt évig fűzte gyengéd viszony Francesca d’ Orsay grófné olasz főnemes asszonyhoz; Francesca Notarbartolo De Villarosa d’Orsay grófné (1873–1938) az 1900-as évek elején találkozott először Tormay Cecilével, akit mindjárt kegyeibe fogadott: nővére, Margherita és Enrico Visconti-Venesti márki mellett a magyar írónővel volt legtöbbet. Francesca d’ Orsay grófné legkedvesebb olvasmányai közé tartoztak Tormay Cécile könyvei. Együtt mentek Viareggióba, és együtt töltöttek egész délutánokat Puccini, illetve D’Annunzio villájában. D’Annunzio „nővérkének“ nevezi Cécile-t, és olaszra fordítja két remekbe készült elbeszélését (Nostra Donna in Arcadia, Laude e la dramma). A nagy műveltségű magyar leánnyal járni a múzeumokat „nagy művészi öröm volt“ – mondta Francesca. Francesca d’ Orsay grófné szerint a magyarok, mint a szicíliaiak, lovagiasak, nemesek, zenészek (Francesca nagyon élvezi a cigányzenét), értelmesek, kifinomultak és vadak, és a szolgák és parasztok is nagyurak benyomását keltik a magyarországi utazásaiban Cecilével. Azonban a házassága nem boldog: férje, gróf Maximilian d’Orsay Grimaud (1858–1943), aki idősebb feleségénél, féltékenységével gyötörte, és végül bele kellett törődnie a különélésbe. Francesca egyedül marad Firenzében, álmai városában, és erős baráti szálakkal Tormay Cecilével.
Tormay Cecile élete utolsó évtizedében pedig özvegy gróf Ambrózy-Migazzi Lajosné felsőalmási Fábry Nóra (1892–1986) asszonnyal közösen vásárolt villájukban éltek Mátraházán; özvegy gróf Ambrózy-Migazzi Lajosné tökéletesen ismerte az írónő terveit, a regény elgondolásait, fonalait az elejétől a végéig, valamint a látomásos erejű befejezést is. Mindkét hölgy a Magyar Asszonyok Nemzeti Szövetsége (MANSZ) igen tevékeny tagja volt, amelynek hosszú évekig a társelnökeként is szolgált özvegy Ambrózy-Migazzi Lajos grófné; Ambrózy-Migazzi Lajos Gobert gróf (1897–1925) nagybirtokos korán hunyt el 28 évesen, 4 és fél évvel a házasságkötése után Fábry Eleonórával.
1930-ban kulturális tevékenysége elismeréseként a Corvin-koszorú tulajdonosa lett. 1935-ben egyhangúlag választották a Népszövetség Szellemi Együttműködés Nemzetközi Bizottságába, a Marie Curie halálával megüresedett székbe. Az év július 16-ai megnyilatkozásában síkra szállt Trianon igazságtalanságai ellen. 1936-ban Hankiss János, Horváth János, Pap Károly és Pintér Jenő, 1937-ben ugyanez a négy ajánló és Fredrik Böök jelölték a Nobel-díjra.

## Emlékezete

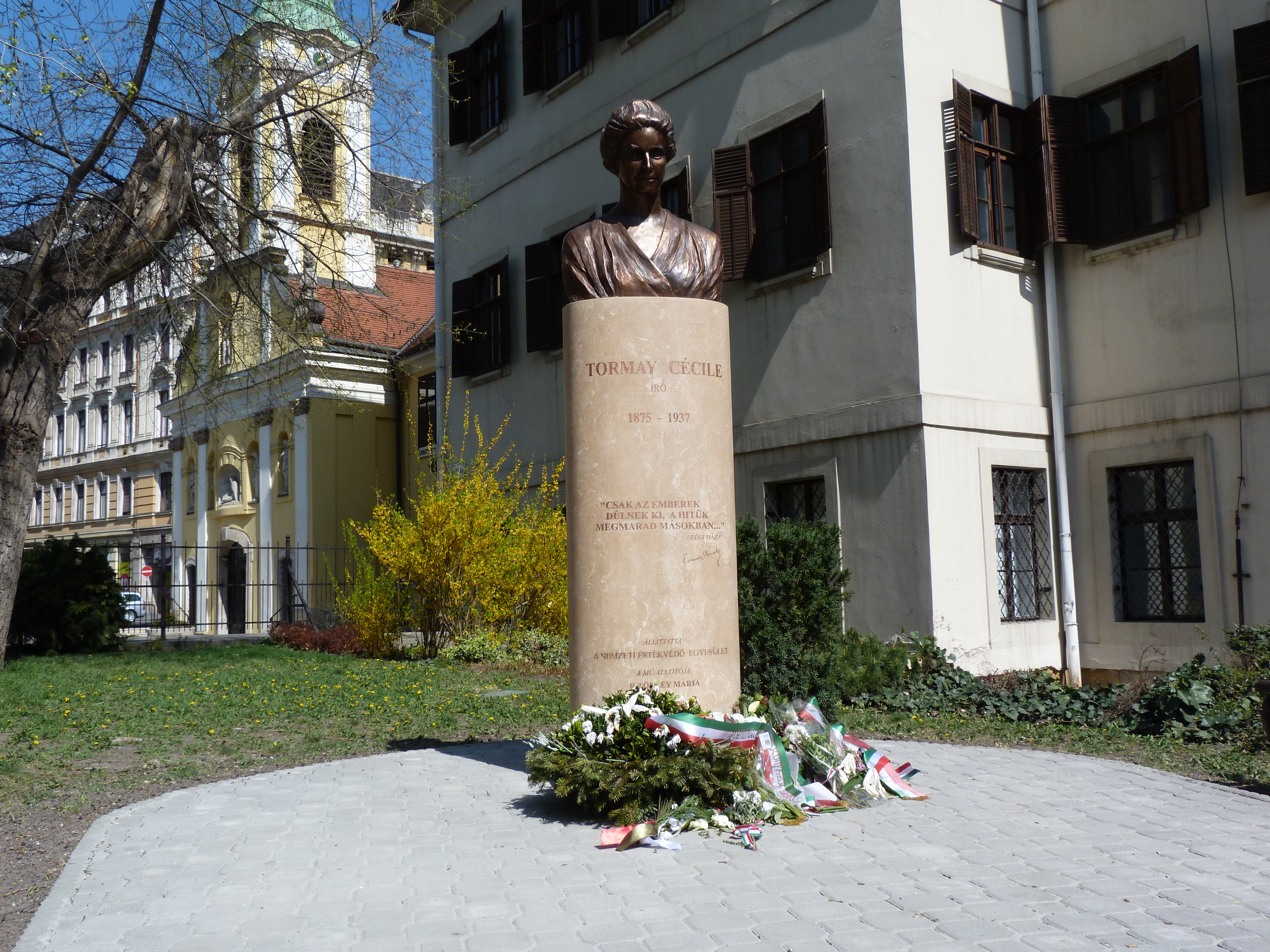
Tormay Cécile szobra a Szent Rókus Kórház előtt, 2012

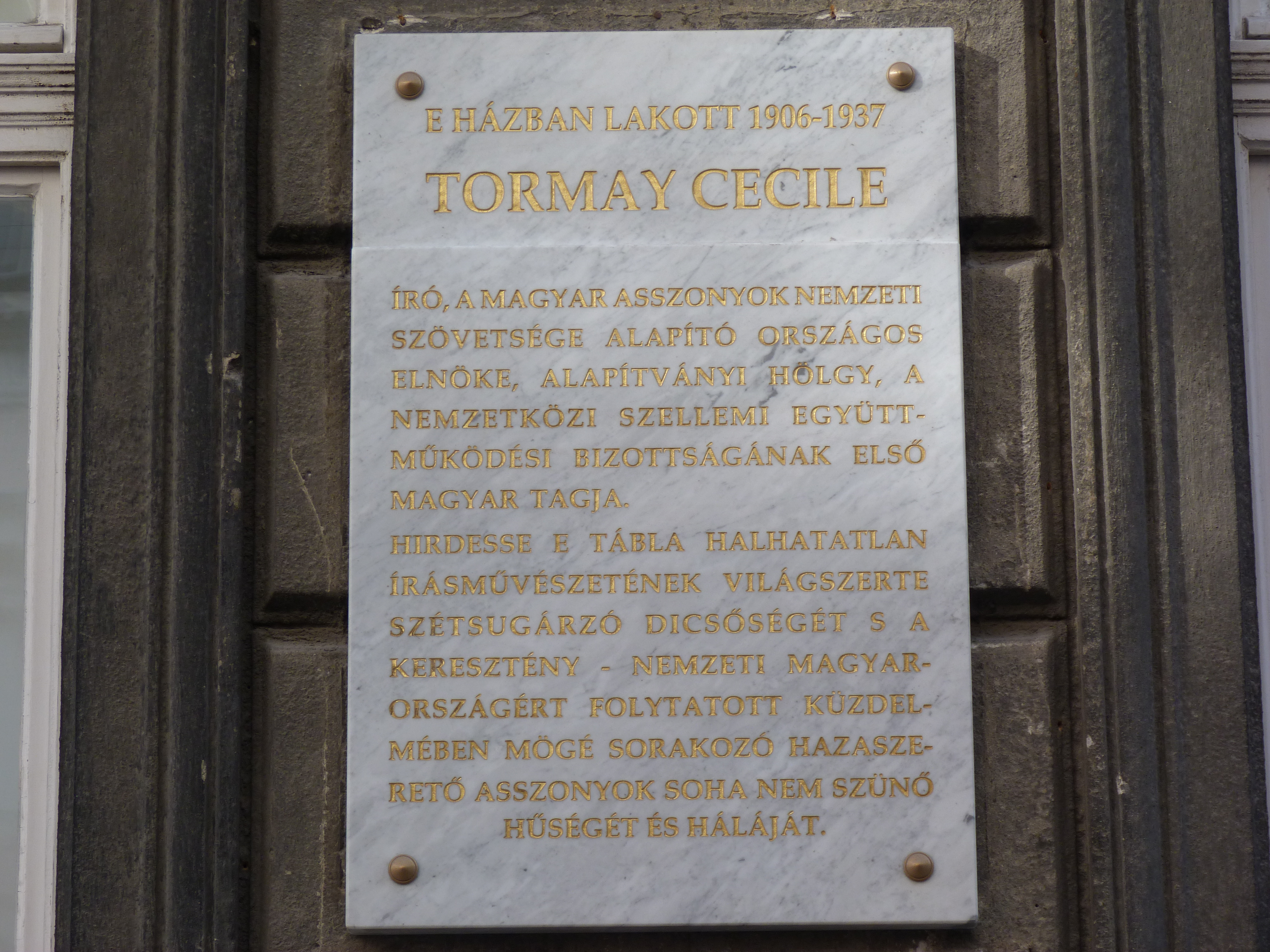
Tormay Cécile-emléktábla, Józsefváros, Kőfaragó utca 3. szám

Sírja Budapesten, a Farkasréti temetőben a Nemzeti Örökség Intézete (NÖRI) által 2005 óta védettséget kapott. 2012. március 31-én avatták fel Tormay Cécile szobrát a budapesti Józsefvárosban, a Szent Rókus Kórház előtti parkban. Az írónő innen nem messze, a Kőfaragó utca 3. szám alatti házban lakott, amelynek falán szintén megemlékeznek róla. 2012. április 15-én avatták fel Mátraházán, a Hotel Ózon Residence parkjában az írónő emlékoszlopát, melyet Tóth Péter szobrász készített.
2012-ben posztumusz Magyar Örökség díjban részesült.
2012-ben a Magyar Írószövetségben és a Magyar Művészeti Akadémián is emlékkonferenciát tartottak az írónő halálának 75. évfordulója alkalmából. Kétségtelen antiszemitizmusa, az olasz fasizmushoz való korai viszonya, nacionalizmusa és jobboldalisága a Kádár-korszakban lehetetlenné tett objektívebb megítélését (sőt egyáltalán említését is), életművének kifinomultabb elemzésére és nézeteinek pontosabb rekonstruálására (pl. kronológiailag is) ez a 2012 októberi Tormay-Emlékkonferencia tett talán először átfogóbb kísérletet (ld. pl. a Szegedy-Maszák Mihály előadását ill. tanulmányát), amelynek anyaga online is elérhető.
2013 nyarán felmerült, hogy Budapesten utcát neveznek el róla, de erről az MTA Bölcsészettudományi Kutatóközpontjának állásfoglalása alapján letettek.
2014 januárjában Balassagyarmaton elhatározták, hogy a villában, ahol Huszár Aladár bújtatta az írónőt a Tanácsköztársaság alatt, múzeumot alakítanak. A balassagyarmati felkelésnek emléket adó múzeum helyet fog adni még Huszár Aladár és Tormay Cécile emlékét ápoló kutatóhelynek is.

## Művei

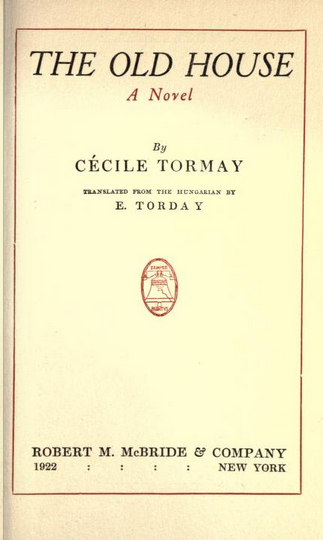
A régi ház angol nyelvű kiadásának címlapja (1922)

- Apród-szerelem. Novellák; Athenaeum, Bp., 1900 (Az Athenaeum olvasótára) – novelláskötet
- Apró bűnök (1905) – elbeszéléskötet
- Emberek a kövek közt (1911) – regény
- A régi ház (1914) – regény (a 4. kiadás online)
- Viaszfigurák; Singer-Wolfner, Bp., 1918 – elbeszéléskötet
- Álmok. A M. O. V. E. 1920. évi naptára részére írta Tormay Cecile; MOVE, Bp., 1920
- Bujdosó könyv. Feljegyzések 1918–1919-ből, 1-2. PDF; Rózsavölgyi–Pallas, Bp., 1920–1922
- Megállt az óra. Novellák; Magyar Irodalmi Társaság, Bp., 1924 (Napkelet könyvtár) – novelláskötet
- Assisi Szent Ferenc kis virágai (1926) – Assisi Szent Ferenc Fiorettijének első magyar fordítása
- Magyar legendárium; vál., ford. Tormay Cecile; Singer és Wolfner, Bp., 1939 (Tormay Cécile művei) – fordítás latinból
- Virágok városa / Szirének hazája; Genius, Bp., 1935 – útirajz
- Az ősi küldött regénytrilógia:
  - A csallóközi hattyú; Genius, Bp., 1934 (Tormay Cécile: Az ősi küldött)
  - A túlsó parton; Genius, Bp., 1934 (Tormay Cécile: Az ősi küldött)
  - A fehér barát; Genius, Bp., 1937 (Tormay Cécile: Az ősi küldött) – befejezetlen[41]
- Küzdelmek; Genius, Bp., 1937 (Tormay Cecile műveinek gyűjteményes emlékkiadása)
- Küzdelmek / Emlékezések; Genius, Bp., 1937
- Görög mesék; Singer-Wolfner, Bp., 1939 (Tormay Cécile művei)
- Két forradalom. Részletek Tormay Cécile Bujdosó könyvéből; Stádium, Bp., 1942 (Nemzeti könyvtár)
- Aeterna Hungaria – örök Magyarország; vál., szerk. Hunyadi Csaba Zsolt; Lazi, Szeged, 2006
- Találkozás alkonyatkor; vál., szerk. Hunyadi Csaba Zsolt; Lazi, Szeged, 2009
- Boldogasszony Arkádiában. Nagy novelláskönyv; Kráter, Pomáz, 2009
- Petneházy. Kisregény és elbeszélések; vál., szerk. Hunyadi Csaba Zsolt; Lazi, Szeged, 2010
- Korinthoszi szerelem; vál., szerk. Hunyadi Csaba Zsolt; Lazi, Szeged, 2010
- Hordozom azt is, ami másoknak fáj; vál., szerk. Fazekas Sándor és Hajdú Beáta; Lazi, Szeged, 2010
- A művészet földjén; Fapadoskonyv.hu, Bp., 2010